# Salah Hasan Hanífes
Salah Hasan Hanífes (hebrejsky סאלח-חסן ח'ניפס, Sa'lach Chasan Chanifes;‎ 1. března 1913 – 16. března 2002) byl izraelský politik a poslanec Knesetu za stranu Kidma ve-avoda (Pokrok a práce).

## Biografie
Narodil se v obci Šfar'am v tehdejší Osmanské říši (dnes Izrael). Absolvoval základní školu v Šfar'am a drúzské náboženské studium v Libanonu. Byl členem komunity izraelských Drúzů.

## Politická dráha
Už ve 30. letech 20. století navázal kontakt s židovskými jednotkami Hagana. Během války za nezávislost v roce 1948 pomáhal při náboru drúzských mužů do Hagany. V roce 1949 se stal členem Nejvyšší drúzské rady ustavené vládou. V izraelském parlamentu zasedl poprvé po volbách v roce 1951, kdy kandidoval za Kidma ve-avoda. Byl členem parlamentního výboru House Committee. Mandát za Kidma ve-avoda obhájil i ve volbách v roce 1955. Byl opět členem parlamentního výboru House Committee. V roce 1959 se rozešel se stranou Mapaj, ke které měla strana Kidma ve-avoda blízké vazby. Založil pak vlastní politickou formaci Nezávislá frakce izraelských Arabů, která ale ve volbách v roce 1959 nepřekročila práh potřebný pro vstup do parlamentu.